# Quintus Fabius Vibulanus (Konsul 467 v. Chr.)
Quintus Fabius Vibulanus († nach 449 v. Chr.) war ein Politiker der frühen römischen Republik und gehörte der Patrizierfamilie der Fabier an.
Vibulanus war der Sohn des Marcus Fabius Vibulanus (Konsul 483 und 481). Als einziger des Geschlechts soll er die Schlacht an der Cremera im Jahr 477 überlebt haben und somit zum Stammvater aller späteren Fabier geworden sein.
Vibulanus war in den Jahren 467, 465 und 459 Konsul. Er war im Jahr 450 einer der Decemviri legibus scribundis, die auf Antrieb des Appius Claudius Crassus die Zeit ihrer Amtsführung widerrechtlich verlängerten und ihre Nachfolger an der Aufnahme der Amtsgeschäfte hinderten. Nach einem Aufstand gegen das Decemvirat 449, der zu dessen Auflösung führte, ging er freiwillig ins Exil.
Sein Sohn war Quintus Fabius Vibulanus Ambustus (Konsul 423).
Wie bei allen Personen der römischen Frühzeit werden die meisten überlieferten Einzelheiten über Fabius’ Leben als spätere Konstruktion angesehen.